# Обремб (Пясечинський повіт)
Обремб (пол. Obręb) — село в Польщі, у гміні Ґура-Кальварія Пясечинського повіту Мазовецького воєводства.
Населення — 157 осіб (2011).
У 1975-1998 роках село належало до Варшавського воєводства.

## Демографія
Демографічна структура станом на 31 березня 2011 року:
|          | Загалом | Допрацездатний вік | Працездатний вік | Постпрацездатний вік |
| -------- | ------- | ------------------ | ---------------- | -------------------- |
| Чоловіки | 80      | 14                 | 58               | 8                    |
| Жінки    | 77      | 14                 | 43               | 20                   |
| Разом    | 157     | 28                 | 101              | 28                   |